# Pristimantis museosus
Pristimantis museosus är en groddjursart som först beskrevs av Ibáñez, Jaramillo och Fernando A. Arosemena 1994.  Pristimantis museosus ingår i släktet Pristimantis och familjen Strabomantidae. IUCN kategoriserar arten globalt som starkt hotad. Inga underarter finns listade i Catalogue of Life.